# 志方東・志方西トンネル
志方東・志方西トンネル（しかたひがし・しかたにしトンネル）は、兵庫県加古川市志方町にある山陽自動車道のトンネル。
両トンネルを合わせて、志方トンネルと呼ばれる。2つのトンネルの間に加古川北ICがある。

## 志方東トンネル
- 位置 加古川市志方町大澤
- 上り線（東行き）764m
- 下り線（西行き）759m[1]

## 志方西トンネル
- 位置 加古川市志方町畑
- 上り線（東行き）1,059m
- 下り線（西行き）1,100m[1]

## 歴史
- 1997年開通

## 隣
E2 山陽自動車道
(4) 三木小野IC - 権現湖PA - 志方東TN - (5) 加古川北IC - 志方西TN - 飾東BS（休止中） - (6) 山陽姫路東IC